# 28963 Tamyiu
28963 Tamyiu este o planetă minoră (asteroid) din centura de asteroizi. A fost descoperită pe 29 martie 2001 la Desert Beaver Observatory⁠(d) de William Kwong Yu Yeung. 
Obiectul prezintă o orbită caracterizată de o semiaxă mare de 2,3838123 UAi, o excentricitate de 0,16, o înclinație de 2,30271 ° în raport cu ecliptica.